# Don Massengale
Id. Don Massengale (Jacksboro, Texas, 1937. április 23. – Conroe, Texas, 2007. január 2.) amerikai profi golfjátékos, aki mind a PGA Tour, mind a Senior PGA Tour sorozatban tudott nyerni.

## Karrierje
Texas államban, Jacksboróban született. Megnyerte az 1958-as Texasi Amatőr Bajnokságot. A PGA Tourban 1966-ban kétszer nyert és a pénzlistán a 26. helyen végzett. Massengale 3 alkalommal, 1962-ben, 1966-ban és 1967-ben bekerült a sorozatának a 60 legjobban fizetett versenyzője közé. Utolsó nagyobb eredménye az 1967-es PGA bajnokságban elért 2. helyezés.
Neki és feleségének, Judynak két fiuk lett, Donnie és Mark, mindketten golfot tanítanak. Massengale-nek volt egy öccse, Rik, aki 13 évig a PGA Tourban játszott.
Szívrohamban halt meg Conroe-ban.